# Kopen (Jatipurno)
Kopen is een bestuurslaag in het regentschap Wonogiri van de provincie Midden-Java, Indonesië. Kopen telt 3341 inwoners (volkstelling 2010).